# LIB POSSE entertainment LLC
リブポッセエンターテイメント合同会社（英: LIB POSSE entertainment LLC）は、東京都渋谷区に本社を置く芸能プロダクション。

## 沿革
- 2021年2月24日設立。代表及び業務執行役員は中野智。

## 所属

### 俳優
- 寿大聡（じゅだいさとし）